# Yana Sardenberg
Yana Cunha de Oliveira Sardenberg (Rio de Janeiro, 25 de setembro de 1990), ou apenas Yana Sardenberg, é uma atriz brasileira, conhecida por sua personagem Mônica em Floribella e Carol em De Volta aos 15.

## Carreira
Em 2000, aos dez anos, Yana começou sua carreira como uma das crianças entrevistadoras do programa Gente Inocente da Rede Globo. Posteriormente, integrou o elenco de Teca na TV interpretando Luísa nas duas primeiras temporadas da série. Ganhou seu primeiro papel de destaque como Mônica na novela Floribella da Rede Bandeirantes. Seguiu sua carreira com participações em Luz do Sol (2007) e Linha Direta (2007).
De 2009 a 2010, apresentou o programa infantil TV Globinho, além de integrar o elenco da peça ABC do Corpo Humano. Yana também fez participações especiais em Passione (2010) e Máscaras (2012). Em 2014 participou da peça Cássia Eller: O Musical. Em 2015 assinou com a Rede Globo e participou de Malhação: Seu Lugar no Mundo, dando à vida Carla, mãe solteira e amiga de Nanda (Amanda Acosta). Após participar da série Perrengue, é contratada pela Record TV para viver a soldada Tiatira “Titi” Abdul na primeira fase de Apocalipse, novela que narra o fim dos tempos.
Em 2021, a atriz foi anunciada como parte do elenco da série De Volta aos 15, uma série original da Netflix baseada no livro de mesmo nome da escritora mineira Bruna Vieira. Yana interpretou a personagem Carol na fase dos 30 anos, dividindo com Klara Castanho que interpretou na fase dos 15 anos. 

## Filmografia

### Televisão
| Ano       | Título                       | Personagem / Função     | Nota(s)                              |
| --------- | ---------------------------- | ----------------------- | ------------------------------------ |
| 2000–2002 | Gente Inocente               | Entrevistadora          | Quadro: Tá no Papo                   |
| 2001-2002 | Teca na TV                   | Luísa                   | Temporadas 1–2                       |
| 2005-2006 | Floribella                   | Mônica (Moniquinha)     |                                      |
| 2007      | Luz do Sol                   | Fátima                  | Participação especial                |
| 2007      | Linha Direta                 | amiga de Monica         | Episódio: "Caso Monica Granuzzo"     |
| 2009      | TV Globinho                  | Apresentadora           |                                      |
| 2010      | Passione                     | Amiga de Fátima         | Participação especial                |
| 2012      | Máscaras                     | Augusta Santana (Guta)  | Participação especial                |
| 2015      | Malhação: Seu Lugar no Mundo | Carla                   | Temporada 23                         |
| 2017      | Perrengue                    | amiga de Carol          | Episódio: "Tarde Demais"             |
| 2017      | Apocalipse                   | Tiatira Abdul (jovem)   | Episódios: "24–30 de novembro"       |
| 2018      | O Negócio                    | Graziela Aleixo (Grazi) | Temporada 4                          |
| 2019      | Verão 90                     | Catiele (Katiely)       | Episódios: "28 de junho–24 de julho" |
| 2020      | As Five                      | Jeniffer                |                                      |
| 2021      | Gênesis                      | Herit                   | Fase: José                           |
| 2022-2024 | De Volta aos 15              | Carol (aos 30)          | 3ª temporadas                        |

### Cinema
| Ano  | Título                | Personagem    | Nota(s)          |
| ---- | --------------------- | ------------- | ---------------- |
| 2007 | Wisteria              | Ana           | Curta-metragem   |
| 2015 | Alcunha               | Thaís Marques |                  |
| 2015 | Na Cor dos Seus Olhos | Clara         | Curta-metragem   |
| 2021 | Tormento              | Thaís         | [ 20 ]           |
| 2023 | Stand Up              | Aline         | Longa - Metragem |

### Teatro
| Ano  | Título                     | Personagens   |
| ---- | -------------------------- | ------------- |
| 2009 | ABC do Corpo Humano        | Luisa         |
| 2010 | No Fundo do Mar            | Pérola Branca |
| 2011 | Loja de Brinquedos         | Menina        |
| 2014 | Cássia Eller: O Musical    | Maria Eugênia |
| 2015 | Confissões de Adolescentes | Bárbara       |